# Thomas Emmanuel Woodward
Pour les articles homonymes, voir Woodward.
Thomas Emmanuel Woodward (1918-1985) est un entomologiste néozélandais, spécialiste des hétéroptères (hétéroptériste).  

## Biographie
Thomas E. Woodward est né à Auckland (Nouvelle-Zélande) en 1918, et mort à Brisbane (Queensland, Australie) en 1985. Sa famille était des émigrants du Yorkshire, férus de livres. Il a commencé à collecter les insectes à son adolescence. Il a entamé des études d'agronomie, avec d'excellents résultats. Pendant la deuxième guerre mondiale, il est incorporé dans l'armée néozélandaise au contrôle de la malaria. Il est basé en Nouvelle-Calédonie, mais visite de nombreuses îles, où il collecte des hémiptères. Il est envoyé ensuite en Italie et en Égypte. 
Il passe son doctorat à l'Imperial College de Londres, sur le comportement reproductif des Hemiptères, sous la direction de Owain Richards (d) (1901-1984). Il travaille sur une courte période en Nouvelle-Zélande (1948-1951), avant de devenir professeur au Département d'Entomologie de l'Université du Queensland à Brisbane dès 1951. Il prend sa retraite en 1983. Il écrit et publie également de la poésie,.

## Hétéroptériste et hémiptériste
Il a particulièrement étudié les Lygaeoidea d'Australie et de Nouvelle-Zélande, mais également d'autres familles (Hydrometridae, Enicocephalidae, Saldidae, Miridae, Cydnidae, Pentatomidae, Coreidae), en effectuant beaucoup de recherches de terrain. Il décrit notamment, en 1968, la famille des Henicocoridae pour l'espèce unique Henicocoris monteithi, et, en 1982, la tribu des Lilliputocorini avec l'entomologiste américain James Alex Slater (1920-2008).   
Il publie également sur les Meenoplidae et sur les Dictyopharidae (Auchenorrhyncha, Fulguroidea), des Hémiptères non hétéroptères.    
Il publie en plusieurs parties The Heteroptera of New-Zeland (« Les Hétéroptères de Nouvelle-Zélande »), entre 1953 et 1961, et participe comme auteur principal au chapitre des Hémiptères de la première édition de Insects of Australia en 1970.  
Il a été éditeur des journaux de la Royal Society of Queensland et de la Entomological Society of Queensland, ayant présidé cette dernière en 1955. 

### Taxons décrits
Parmi les taxons décrits par Thomas E. Woodward, on peut mentionner :
- genre Australotarma Woodward, 1978  (Rhyparochromidae, Targaremini)
- genre Austroxestus Woodward, 1962 (Rhyparochromidae, Lethaeini)
- genre Exomyocara Slater & Woodward, 1974 (Rhyparochromidae, Lethaeini)
- genre Forsterocoris Woodward, 1953 (Rhyparochromidae, Targaremini)
- famille Henicocoridae, genre Henicocoris et espèce Henicocoris monteithi, Woodward, 1968
- genre Lethaeastroides Malipatil & Woodward, 1989 (Rhyparochromidae, Antillocorini)
- tribu Lilliputocorini et genre Lilliputocoris Slater & Woodward, 1979, et 8 des 10 espèces connues (dont 7 avec Slater)
- genre Monteithocoris Woodward, 1968 (Idiostolidae)
- genre Noteolethaeus Woodward & Slater, 1962 (Rhyparochromidae, Lethaeini)
- sous-famille Nothochrominae et genre Nothochromus Slater, Woodward & Sweet, 1962 (Artheneidae)
- genre Nympholethaeus Woodward, 1959 (Rhyparochromidae, Antillocorini)
- genre Paramyocara Woodward & Malipatil, 1977 (Rhyparochromidae, Lethaeini)
- genre Regatarma Woodward, 1953 (Rhyparochromidae, Targaremini)
- genre Targarops Woodward, 1978 (Rhyparochromidae, Targaremini)
- genre Tomocoris Woodward, 1953 (Rhyparochromidae, Antillocorini)
- genre Tomocoroides Woodward, 1963 (Rhyparochromidae, Antillocorini)
- genre Truncala Woodward, 1953 (Rhyparochromidae, Targaremini)
- genre Truncaloides Woodward, 1978 (Rhyparochromidae, Targaremini)
- genre Trypetocoris Woodward, 1953 (Rhyparochromidae, Targaremini)

## Taxons nommés en son hommage
Plusieurs genres et espèces ont été nommées en son hommage :
- genre Woodwardhygia Brailovsky, 1993 (Coreidae)
- genre Woodwardiana Malipatil, 1977 (Rhyparochromidae, Targaremini)
- genre Woodwardiastes Slater, 1985 (Lygaeidae)
- genre Woodwardiessa Usinger & Matsuda, 1959 (Aradidae, Mezirinae)
- genre Woodwardiola Carvalho, 1973 (Miridae, Orthotylini)
- genre Woodwardocoris Malipatil, 1978  (Rhyparochromidae, Myodochini)
- genre Woodwardothignus Slater, 1981 (Heterogastridae)
- espèce Gyndes woodwardi (Malipatil, 1978) (Rhyparochromidae, Myodochini)
- espèce Tarlina woodwardi (Forster, 1955) (Gradungulidae, Araignées)